# Igoris Steško
Igoris Steško (ur. 25 marca 1976 w Trokach) to litewski piłkarz występujący na pozycji pomocnika. Wcześniej reprezentował barwy m.in. Widzewa Łódź. W reprezentacji Litwy zaliczył sześć występów. Jego bratem jest Artūras Steško, również były zawodnik Widzewa.